# Форма (Рим)
Форма је насеље у Италији у округу Рим, региону Лацио.
Према процени из 2011. у насељу је живело 156 становника. Насеље се налази на надморској висини од 247 м.